# Kearney Township
Pour les articles homonymes, voir Kearney.
Kearney Township est un ancien township  du comté de Clay dans le Missouri, aux États-Unis,. 
Il est fondé en 1872 et baptisé en référence à la ville de Kearney.

### Source de la traduction
- (en) Cet article est partiellement ou en totalité issu de l’article de Wikipédia en anglais intitulé « Kearney Township, Clay County, Missouri » (voir la liste des auteurs).
- Ressource relative à la géographie :   - Geographic Names Information System